# 에어 베를린의 운항 노선
에어 베를린은 다음과 같은 노선을 운항하고 있다. (2014년 3월 기준)

## 운항 노선

### 아시아

#### 서남아시아
- 아랍에미리트
  - 아부다비 - 아부다비 국제공항
- 이스라엘
  - 텔아비브 - 벤구리온 국제공항

### 아프리카

#### 북아프리카
- 모로코
  - 마라케시 - 마라케시 메나라 공항
  - 아가디르 - 알마스리아 공항
- 이집트
  - 샤름엘셰이크 - 샤름엘셰이크 국제공항
  - 마르사알람 - 마르사알람 국제공항
  - 후르가다 - 후르가다 국제공항
- 튀니지
  - 엔피다 - 엔피다 공항

### 유럽

#### 서유럽
- 프랑스
  - 파리 - 파리 샤를 드 골 국제공항
  - 칼비 - 칼비 생트카타리나 공항 계절편
- 독일
  - 베를린 - 베를린 테겔 국제공항 허브
  - 프랑크푸르트 - 프랑크푸르트 국제공항
  - 뒤셀도르프 - 뒤셀도르프 국제공항 허브
  - 뮌헨 - 뮌헨 국제공항 포커스 시티
  - 뉘른베르크 - 뉘른베르크 공항
  - 드레스덴 - 드레스덴 공항
  - 바덴바덴 - 바덴 공항
  - 베스터란트 - 쥘트 공항
  - 슈투트가르트 - 슈투트가르트 공항 포커스 시티
  - 자르브뤼켄 - 자르브뤼켄 공항
  - 쾰른/본 - 쾰른 본 공항
  - 함부르크 - 함부르크 공항 포커스 시티

#### 중유럽
- 스위스
  - 취리히 - 취리히 국제공항 포커스 시티
  - 제네바 - 제네바 국제공항

- 오스트리아
  - 빈 - 빈 국제공항
  - 그라츠 - 그라츠 공항
  - 인스부르크 - 인스부르크 공항 계절편
  - 잘츠부르크 - 잘츠부르크 공항

#### 남유럽
- 스페인
  - 바르셀로나 - 바르셀로나 엘프라트 국제공항
  - 알메리아 - 알메리아 공항
  - 테네리페 - 테네리페 노스 공항
- 이탈리아
  - 로마 - 레오나르도 다 빈치 국제공항
  - 밀라노 - 밀라노 리나테 공항
  - 나폴리 - 나폴리 공항
  - 베니스 - 베니스 마르코 폴로 공항
  - 올리비아 - 올리비아 사르디니아 공항
  - 카타니아 - 카타니아 폰타나로사 공항
  - 피렌체 - 페레톨라 공항

#### 동유럽
- 불가리아
  - 소피아 - 소피아 국제공항
- 체코
  - 프라하 - 프라하 바츨라프 하벨 국제공항
- 코소보
  - 프리슈티나 - 프리슈티나 국제공항 계절편
- 폴란드
  - 바르샤바 - 바르샤바 프레드릭 쇼팽 국제공항
  - 크라쿠프 - 크라쿠프 발리체 국제공항
- 헝가리
  - 부다페스트 - 부다페스트 페리 헤지 국제공항

#### 북유럽
- 덴마크
  - 코펜하겐 - 코펜하겐 카스트럽 국제공항
- 스웨덴
  - 스톡홀름 - 스톡홀름 알란다 국제공항
  - 예테보리 - 예테보리 란테보리 공항
- 아이슬란드
  - 레이캬비크 - 케플라비크 국제공항
- 핀란드
  - 헬싱키 - 헬싱키 반타 국제공항

### 아메리카

#### 북아메리카
- 미국
  - 뉴욕 - 존 F. 케네디 국제공항
  - 댈러스 - 댈러스 포트워스 국제공항
  - 로스앤젤레스 - 로스앤젤레스 국제공항 계절편
  - 마이애미 - 마이애미 국제공항
  - 보스턴 - 보스턴 로건 국제공항
  - 샌프란시스코 - 샌프란시스코 국제공항
  - 시카고 - 시카고 오헤어 국제공항
  - 올랜도 - 올랜도 국제공항 - (2017년 5월 6일 신규취항)
  - 포트마이어스 - 사우스웨스트 플로리다 국제공항
- 멕시코
  - 캉쿤 - 캉쿤 국제공항

#### 카리브해
- 도미니카 공화국
  - 푸에르토플라타 - 그레고리오 루페론 국제공항
  - 푼타카나 - 푼타카나 국제공항
- 바베이도스
  - 브리지타운 - 그랜틀리 아담스 국제공항
- 자메이카
  - 몬테고베이 - 샹스터 국제공항
- 쿠바
  - 하바나 - 호세 마르티 국제공항
  - 바라데로 - 후안 괄메토 고메즈 공항
- 퀴라소
  - 빌렘스타트 - 퀴라소 국제공항

## 과거 취항지

### 아시아

#### 동아시아
- 중화인민공화국
  - 베이징 - 베이징 서우두 국제공항
  - 상하이 - 상하이 푸둥 국제공항

#### 동남아시아
- 태국
  - 방콕 - 수완나품 국제공항
  - 푸껫 - 푸껫 국제공항

#### 남아시아
- 몰디브
  - 말레 - 말레 국제공항

#### 서남아시아
- 아랍에미리트
  - 두바이 - 두바이 국제공항
- 이라크
  - 술라이마니야 - 술라이마니야 국제공항

### 아프리카

#### 남아프리카
- 나미비아
  - 빈트후크 - 빈트후크 호세아 쿠타코 국제공항
- 남아프리카 공화국
  - 케이프타운 - 케이프타운 국제공항

#### 북아프리카
- 모로코
  - 아가디르 - 아가디르 알마시라 국제공항
- 이집트
  - 카이로 - 카이로 국제공항

### 유럽

#### 서유럽
- 영국
  - 런던 - 런던 히드로 국제공항
  - 런던 - 런던 개트윅 국제공항
  - 런던 - 런던 스탠스테드 공항
  - 글래스고 - 글래스고 공항
  - 맨체스터 - 맨체스터 공항
  - 벨파스트 - 벨파스트 공항
- 프랑스
  - 파리 - 파리 오를리 공항
  - 니스 - 니스 코트다쥐르 공항
  - 뮐루즈 - 유로 에어포트-바젤 뮐루즈 프라이부르크 공항
- 독일
  - 베를린 - 베를린 쇠네펠트 공항
  - 도르트문트 - 도르트문트 공항
  - 라이프치히/할레 - 라이프치히 할레 공항
  - 메밍겐 - 메밍겐 공항
  - 뮌스터/오스나부르크 - 뮌스터 오스나브루크 공항
  - 브레멘 - 브레멘 공항
  - 엘/바이마르 - 엘 바이마르 공항
  - 우제돔섬 - 우제돔 헤링스도르프 공항
  - 위즈 - 위즈 공항
  - 츠바이브뤼켄 - 츠바이브뤼켄 공항
  - 파더본/립슈타트 - 파더본 립슈타트 공항
  - 프라이부르크 - 유로 에어포트-바젤 뮐루즈 프라이부르크 공항
  - 프리드리히스하펜 - 프리드리히스하펜 공항
  - 하노버 - 하노버 공항
- 네덜란드
  - 암스테르담 - 암스테르담 스키폴 국제공항
- 건지섬
  - 건지 - 건지 공항 계절편
- 저지섬
  - 저지 - 저지 공항 계절편

#### 중유럽
- 스위스
  - 바젤 - 유로 에어포트-바젤 뮐루즈 프라이부르크 공항
- 오스트리아
  - 린츠 - 린츠 공항
  - 인스부르크 - 인스부르크 공항
  - 클라겐푸르트 - 클라겐푸르트 공항

#### 남유럽
- 그리스
  - 미틸리니 - 미틸리니 국제공항
  - 로도스섬 - 로도스 국제공항
  - 사모스 - 사모스 국제공항
  - 자킨토스 - 자킨토스 국제공항
  - 카르파토스 - 카르파토스 국립공항
  - 카발라 - 카발라 국제공항
  - 코르푸 - 코르푸 국제공항
  - 코스섬 - 코스 국제공항
  - 테살로니키 - 테살로니키 국제공항
  - 이라클리오 - 이라클리오 국제공항
  - 미코노스 - 미코노스 공항
  - 볼로스 - 볼로스 공항
  - 차니아 - 차니아 공항
  - 파트라 - 파트라 아르아녹스 공항
  - 프레베자 - 악티온 국립공항
- 북마케도니아
  - 스코페 - 스코페 국제공항
- 몬테네그로
  - 티바트 - 티바트 국제공항 계절편
- 몰타
  - 루카 - 몰타 국제공항 계절편
- 스페인
  - 마드리드 - 마드리드 바라하스 국제공항
  - 라스 팔마스 - 그란 카나리아 공항
  - 말라가 - 말라가 공항
  - 메노르카 - 메노르카 공항
  - 무르시아 - 무르시아 산하비에르 공항
  - 발렌시아 - 발렌시아 공항
  - 산타크루즈데라팔마 - 라팔마 공항
  - 산티아고데콤포스텔라 - 산티아고데콤포스텔라 공항
  - 세비야 - 산파블로 공항
  - 시우다드레알 - 시우다드레알 돈키호테 공항
  - 아레시페 - 란사로테 공항
  - 아스투리아스 - 아스투리아스 공항
  - 알리칸테 - 알리칸테 공항
  - 이비자 - 이비자 공항
  - 테네리페 - 테네리페 사우스 공항
  - 팔마데마요르카 - 팔마데마요르카 공항
  - 푸에르테벤투라 - 푸에르테벤투라 공항
- 이탈리아
  - 밀라노 - 밀라노 말펜사 국제공항
  - 리미니 - 페데리코 펠리니 국제공항 계절편
  - 라메지아테르메 - 라메지아테르메 공항 계절편
  - 바리 - 바리 공항
  - 베로나 - 베로나 빌라프란카 공항
  - 브린디시 - 브린디시 공항
  - 칼리아리 - 칼리아리 엘마스 공항 계절편
  - 팔레르모 - 팔코네 보르셀리노 공항
- 키프로스
  - 라르나카 - 라르나카 국제공항
  - 파포스 - 파포스 공항
- 튀르키예
  - 보드룸 - 밀라스 보드룸 공항
  - 안탈리아 - 안탈리아 공항
- 포르투갈
  - 리스본 - 리스본 포르텔라 국제공항
  - 아조레스 제도 - 라제스 공군기지
  - 파로 - 파로 공항
  - 포르투 - 프란시스쿠 사카르 네이루 공항
  - 폰타델가다 - 폰타델가다 공항
  - 푼샬 - 푼샬 마데이라 공항

#### 동유럽
- 루마니아
  - 부쿠레슈티 - 헨리 코안더 국제공항
- 러시아
  - 모스크바 - 도모데도보 국제공항
  - 상트페테르부르크 - 풀코보 국제공항
  - 칼리닌그라드 - 크라브노보 공항
- 불가리아
  - 베르나 - 베르나 공항
  - 부르가스 - 부르가스 공항
- 세르비아
  - 베오그라드 - 베오그라드 니콜라 테슬라 국제공항
- 크로아티아
  - 두브로브니크 - 두브로브니크 공항
  - 리예카 - 리예카 공항
  - 스플리트 - 스플리트 공항
  - 자다르 - 자다르 공항
  - 풀라 - 풀라 공항
- 폴란드
  - 그단스크 - 그단스크 레흐 바에사 공항

#### 북유럽
- 노르웨이
  - 오슬로 - 오슬로 가르데르모엔 국제공항
- 덴마크
  - 빌룬드 - 빌룬드 공항
- 스웨덴
  - 비사우르 - 비사우르 공항
  - 예테보리 - 예테보리 시티 공항

### 아메리카

#### 북아메리카
- 미국
  - 라스베이거스 - 매캐런 국제공항
- 캐나다
  - 밴쿠버 - 밴쿠버 국제공항